# Partidul Reformist Eston
Partidul Reformist Eston (Eesti Reformierakond în estonă) este un partid politic liberal din Estonia. Partidul face parte din Partidul European Liberal Democrat și Reformist.
Conducătorul partidului este Andrus Ansip.